# Olfert Molenhuis

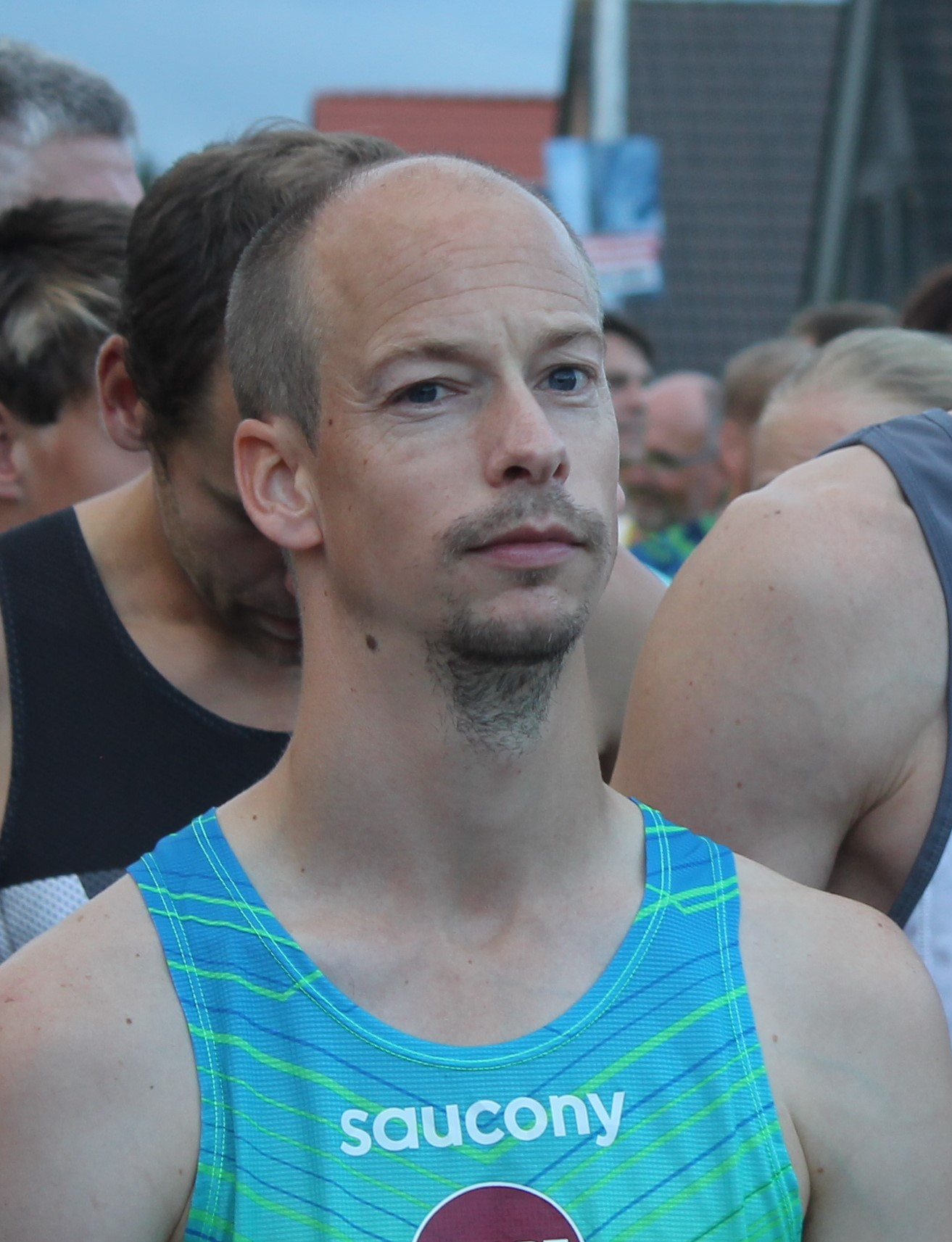
Olfert Molenhuis 2016

Olfert Molenhuis (* 28. September 1983 in Assen) ist ein niederländischer Langstreckenläufer.

## Karriere
Molenhuis begann seine Karriere zunächst als 800- bzw. 1500-m-Läufer, stieg dann auf 3000 m Hindernis um, worin er mehrere nationale Medaillen errang, aber keinen Titel. Ab 2011 konzentrierte er sich dann auf die langen Strecken. 2014 gewann er über die 10.000-m-Distanz den nationalen Meistertitel, was gleichzeitig sein größter Erfolg blieb. Im selben Jahr beendete er aber auch seine Karriere auf Top-Level, tritt aber weiterhin bei Laufveranstaltungen an, so 2016 über die 10 Meilen beim Jever-Fun-Lauf in Schortens, bei dem er Platz 8 belegte.